# Isla Navarino
Navarino es una isla del archipiélago de Tierra del Fuego, en el extremo meridional de América del Sur entre el océano Pacífico y el Atlántico. Es la cuarta isla más grande y la segunda más poblada del archipiélago. Está ubicada al sur de la isla grande, separada de esta por el canal Beagle.
Administrativamente pertenece a la república de Chile, región de Magallanes y Antártica chilena, provincia de la Antártica chilena, comuna Cabo de Hornos. Su principal centro poblado es Puerto Williams, capital de la provincia y la comuna.

## Geografía
La isla tiene un largo de unos 70 km en la dirección este-oeste y un ancho de 45 km en la dirección norte-sur, con un área de 2528 km². Las islas que la rodean son:
- al norte, la isla grande de Tierra del Fuego separada por el canal Beagle que tiene un ancho entre 1 y 10 km.
- al este, las islas Picton y Lennox separadas por el paso Picton (4 km de ancho mínimo) y el Canal Goree (5,5 km de ancho mínimo) respectivamente.
- al sur, las islas Wollastone, separadas por la bahía Nassau. Muy cerca de estas se hallan las islas Hermite que incluyen la famosa isla Hornos, tradicionalmente, el extremo sur  de América.
- al oeste, la isla Hoste separada por el canal Murray (500 m de ancho mínimo). Hoste es otra de las grandes islas del archipiélago.

### Relieve
El relieve de la isla, como de toda la zona sur del archipiélago, es montañoso ya que constituye una prolongación de la cordillera de los Andes denominada Andes fueguinos que, a diferencia de los tramos continentales, tiene dirección este-oeste.
La isla Navarino presenta un relieve de origen subglacial y más redondeado que el relieve abrupto y escarpado de la vecina isla Hoste. Las cumbres rara vez sobrepasan los 1000 m de altitud, siendo el picacho Dientes de Navarino la cumbre de mayor elevación en la isla alcanzando 1118 m s. n. m. El relieve suave de la periferia de la isla permitió la instalación estancias, la actividad agropecuaria y la explotación el bosque nativo actividades que no fueron posible en la Hoste.

### Clima
En el norte de la isla Navarino, donde está Puerto Williams, las precipitaciones medias son de 467 mm., con una temperatura de 6 °C. El mes más caluroso tiene una temperatura media de 9,6 °C, y el más frío de 1,9 °C. En el sur, hay más precipitaciones anuales de 800 mm y temperaturas un poco más frías. Las lluvias son distribuidas parejamente durante todo el año y una parte de ella en nieve.
| Parámetros climáticos promedio de la isla Navarino | Parámetros climáticos promedio de la isla Navarino | Parámetros climáticos promedio de la isla Navarino | Parámetros climáticos promedio de la isla Navarino | Parámetros climáticos promedio de la isla Navarino | Parámetros climáticos promedio de la isla Navarino | Parámetros climáticos promedio de la isla Navarino | Parámetros climáticos promedio de la isla Navarino | Parámetros climáticos promedio de la isla Navarino | Parámetros climáticos promedio de la isla Navarino | Parámetros climáticos promedio de la isla Navarino | Parámetros climáticos promedio de la isla Navarino | Parámetros climáticos promedio de la isla Navarino | Parámetros climáticos promedio de la isla Navarino |
| Mes                                                | Ene.                                               | Feb.                                               | Mar.                                               | Abr.                                               | May.                                               | Jun.                                               | Jul.                                               | Ago.                                               | Sep.                                               | Oct.                                               | Nov.                                               | Dic.                                               | Anual                                              |
| -------------------------------------------------- | -------------------------------------------------- | -------------------------------------------------- | -------------------------------------------------- | -------------------------------------------------- | -------------------------------------------------- | -------------------------------------------------- | -------------------------------------------------- | -------------------------------------------------- | -------------------------------------------------- | -------------------------------------------------- | -------------------------------------------------- | -------------------------------------------------- | -------------------------------------------------- |
| Temp. máx. media (°C)                              | 12.3                                               | 12.4                                               | 11.7                                               | 9.1                                                | 6.9                                                | 5.0                                                | 5.0                                                | 5.1                                                | 7.5                                                | 9.8                                                | 10.5                                               | 11.8                                               | 9.0                                                |
| Temp. media (°C)                                   | 9.8                                                | 9.3                                                | 8.4                                                | 6.1                                                | 3.8                                                | 2.6                                                | 2.2                                                | 1.8                                                | 3.9                                                | 6.2                                                | 7.2                                                | 9.6                                                | 5.9                                                |
| Temp. mín. media (°C)                              | 5.2                                                | 6.0                                                | 4.6                                                | 2.9                                                | 1.0                                                | -0.5                                               | 0.0                                                | -0.3                                               | 1.0                                                | 2.9                                                | 4.1                                                | 5.0                                                | 2.7                                                |
| Precipitación total (mm)                           | 51.9                                               | 44.1                                               | 40.8                                               | 38.3                                               | 44.3                                               | 26.6                                               | 34.8                                               | 42.8                                               | 26.2                                               | 25.7                                               | 33.6                                               | 38.7                                               | 450.8                                              |
| Humedad relativa (%)                               | 79                                                 | 85                                                 | 81                                                 | 81                                                 | 83                                                 | 84                                                 | 87                                                 | 91                                                 | 86                                                 | 84                                                 | 83                                                 | 84                                                 | 84                                                 |
| Fuente: Bioclimatografia de Chile                  |                                                    |                                                    |                                                    |                                                    |                                                    |                                                    |                                                    |                                                    |                                                    |                                                    |                                                    |                                                    |                                                    |

### Hidrografía

Algunos nombres geográficos en la isla. Con CL... comienzan los códigos de los 5 glaciares.

La isla pertenece al ítem 129 del inventario de cuencas de Chile (BNA) denominado cuencas de las islas al sur del canal Beagle y Territorio Chileno Antártico que incluye, en la isla, los cuerpos de agua río Douglas, lago Navarino, lago Pilushejan, río Robalo, río Ukika y el lago Windhond. 
También son conocidos otros cuerpos:
- Lago Eusebio Lillo y su emisario homónimo que se encuentran ubicados en la parte oriental de la isla y desemboca en la bahía Galgo.[8] : XII-45
- Río Bonito y río Pájaro Verde, ambos afluentes de la costa norte del lago Navarino. (Ver Shapefile "masas de agua" de la Biblioteca del Congreso Nacional de Chile.)
- Río María (Navarino), que desemboca en la costa oriental de la isla. (Ver Shapefile "masas de agua" de la Biblioteca del Congreso Nacional de Chile.)
- Río Viento Blanco, que desemboca en la costa sur de la isla. (Ver Shapefile "masas de agua" de la Biblioteca del Congreso Nacional de Chile.)

El inventario público de glaciares de Chile 2022 registra 5 glaciares en la isla, todos sin nombre propio:
| Código       | Nombre | Tipo       | Área (km²) | Latitud S         | Longitud W        | Altitud media (m s. n. m.) |
| ------------ | ------ | ---------- | ---------- | ----------------- | ----------------- | -------------------------- |
| CL112930001@ | S/N    | GLACIARETE | 0.034      | 55° 3' 38.377" S  | 67° 47' 13.192" W | 914.1                      |
| CL112930002@ | S/N    | GLACIARETE | 0.045      | 54° 57' 54.337" S | 67° 46' 29.341" W | 819.0                      |
| CL112930003@ | S/N    | GLACIARETE | 0.031      | 55° 0' 19.417" S  | 67° 43' 4.301" W  | 957.2                      |
| CL112930004@ | S/N    | GLACIARETE | 0.010      | 55° 0' 20.067" S  | 67° 42' 51.705" W | 919.5                      |
| CL112930005@ | S/N    | GLACIARETE | 0.058      | 54° 58' 19.881" S | 67° 46' 15.957" W | 874.4                      |

### Flora
En el extremo norte de la Isla Navarino se encuentra un tipo de vegetación caracterizada por el bosque magallánico caducifolio, cuyas especies características son lenga (Nothofagus pumilio), junto con ñire (Nothofagus antarctica) en las áreas más secas, coihue (Nothofagus betuloides) en las áreas más húmedas y algunas zonas de matorrales, y tundra magallánica en áreas de drenaje pobre.
Inmediatamente al sur está el bosque húmedo siempreverde magallánico, probablemente asociado al incremento de precipitaciones, la mayor altitud y el mejoramiento del drenaje del suelo. La especie característica es Nothofagus betuloides (coihue), formando comunidades puras en sectores de mayor altitud o costas expuestas al viento.
La porción sur de la isla, que rodea los lagos Navarino y Windhond, más los territorios de la costa sur, tienen una vegetación de tundra magallánica. Esta formación agrupa una serie de comunidades vegetales, entre las cuales destaca la tundra Esfagnosa (Sphagnum magellanicum) y la tundra Pulvinada (Donatia fascicularis - Astelia pumilia).
Finalmente está el desierto andino, que incluye todos los territorios que por efecto de las condiciones climáticas derivadas de la altitud, carecen de vegetación arbórea o de matorral alto y que no alcanzan valores de cobertura superior al 30%, o sin ninguna vegetación.

## Historia
Desde hace más de 6000 años fue habitada por el pueblo yagán, especialmente el sector occidental en caleta Wulaia. A mediados del siglo XIX, los yaganes habían prácticamente desaparecido por la acción de los europeos.
En febrero de 1624, el vicealmirante Schapenham, perteneciente a la flota Nassau del almirante Jacques L'Hermite, fue enviado con 20 hombres en una gabarra de 60 toneladas llamada Windhond a inspeccionar y levantar el sector norte de bahía Nassau. Fueron los primeros europeos en desembarcar en la isla Navarino, que los indígenas llamaban Wulla. Desembarcaron en el actual seno Grandi donde tomaron contacto con los yaganes.
En 1829, en una de las primeras expediciones europeas, la isla recibe el nombre de Navarino, que lleva hasta la actualidad, que hace referencia a la batalla del mismo nombre entre el Imperio Otomano, y los independentistas griegos, ocurrida el día 20 de octubre del año 1827.
En mayo de 1830 el comandante Robert FitzRoy, fondeó con el HMS Beagle en Puerto Lennox y en embarcaciones inspeccionó y levantó la costa oriental y sur de la isla.
En enero y febrero de 1833 el comandante Fitzroy con el HMS Beagle estuvo fondeado en el paso Goree y en embarcaciones recorrió el sector de las islas del S y SE del archipiélago de Tierra del Fuego. Durante ese período desembarcó en Wulaia a los 3 fueguinos sobrevivientes de su viaje a Inglaterra -Jemmy Button, Fuegia Basket y York Minster- y completó el reconocimiento y levantamiento hidrográfico de los canales Beagle y Ballenero. Estuvo en el canal Murray, Brazo del Noroeste, seno Darwin, canal O'Brien, canal Ballenero, bahía Cook y Brazo del Sudoeste.
El año 2005, por iniciativa del Programa de Conservación Biocultural Subantártica, quedó dentro de la Reserva de la Biosfera Cabo de Hornos, la más austral del planeta.

## Población
Según el censo 2012, la isla Navarino cuenta con un total de 1677 habitantes aproximadamente repartidos en varios pueblos y aldeas. De ellos, alrededor de 1600 habitantes viven en Puerto Williams. Prácticamente todos los habitantes viven en el norte pero también existen grandes estancias en el sur.

### Pueblos y Aldeas
- Puerto Williams
- Puerto Navarino
- Caleta Eugenia
- Puerto Toro
- Villa Ukika
- Caleta Mejillones

Las grandes estancias son:
- Caleta Wulaia
- Bahía Douglas

## Turismo
Arqueología e historia son, probablemente, el más valioso recurso turístico de la Isla Navarino y sus sectores adyacentes. El descubrimiento de la cultura Yámana, a través de sus restos arqueológicos, puede ser el punto de partida del llamado turismo científico, empleando para ello como base al museo local. También son de interés las rutas de las Misiones inglesas, haciendo un alto en todos los puntos donde la escena de los hechos han sidos trascendentes. Asimismo, dentro de las variantes del turismo científico, es posible practicar allí la observación de aves, la de su particular geología, y la de su riqueza botánica. El lugar que se vuelve ícono de este turismo es el Parque Etnobotánico Omora.
Además, existe el circuito Dientes de navarino, un sendero de escalado.